# Jelačići (gmina Višegrad)
Jelačići (cyr. Јелачићи) – wieś w Bośni i Hercegowinie, w Republice Serbskiej, w gminie Višegrad. W 2013 roku liczyła 25 mieszkańców.